# Frédéric Sautereau
 (janvier 2012).
Si vous disposez d'ouvrages ou d'articles de référence ou si vous connaissez des sites web de qualité traitant du thème abordé ici, merci de compléter l'article en donnant les références utiles à sa vérifiabilité et en les liant à la section « Notes et références ».
 (janvier 2012).
Frédéric Sautereau, né le 28 juillet 1973 à Villeneuve-sur-Yonne, est un photographe et photojournaliste indépendant français.

## Biographie
Frédéric Sautereau a été membre de l’agence l'Œil Public de 1998 à avril 2009. Son travail a été primé :
- en 2003, prix Fuji pour un travail sur le mur érigé entre Israël et la Cisjordanie.
- en 2008, grand prix Paris Match du photojournalisme pour un reportage sur les exactions des militaires centrafricains contre les populations du Nord du pays.

## Œuvres
- Des murs et des vies, éditions Le Petit Camarguais (2002)
- N40°42’42’’ W74°00’45’’, New York, septembre 2001, éditions 779 (2003)
- Lisières d’Europe, éditions Autrement (2004)
- Déplacés, République démocratique du Congo, éditions Première Urgence (2009)